# Metro de Nankín
El Metro de Nankín (chino tradicional, 南京地鐵; chino simplificado, 南京地铁; pinyin, Nánjīng Dìtiě) es el sistema de Metro de la ciudad de Nankín, capital de la provincia de Jiangsu, en la República Popular China. Su primer tramo (21,72 km) fue inaugurado en 2005.
En el año 2024, el Metro está conformado por 14 líneas en funcionamiento.

## Descripción de la red

### Líneas
Desde el día 28 de diciembre de 2021 el metro de Nankín cuenta con 427,75 km de longitud, 11 líneas y 191 estaciones en total. Las líneas son las siguientes:

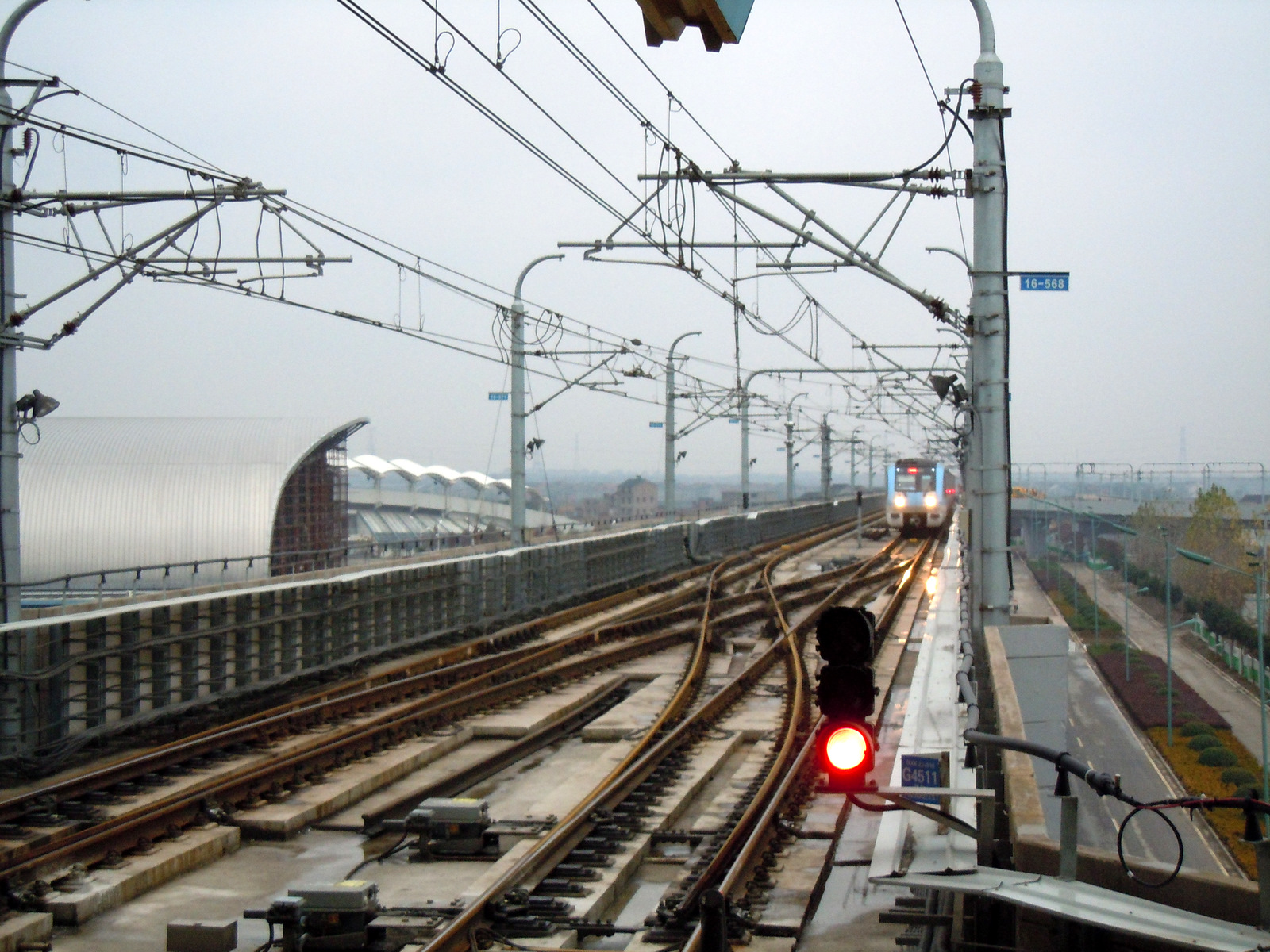
Línea 1. Extensión sur.

| Línea    | Trayecto                                               | Inauguración | Extendida | Longitud (km) | Estaciones |
| -------- | ------------------------------------------------------ | ------------ | --------- | ------------- | ---------- |
| 1        | Maigaoqiao - Universidad Farmacéutica de China (CPU)   | 2005         | 2010      | 38,9          | 27         |
| 2        | Yuzui - Jingtianlu                                     | 2010         | 2021      | 43,35         | 30         |
| 3        | Linchang - Mozhoudonglu                                | 2015         | -         | 44,87         | 29         |
| 4        | Longjiang - Xianlinhu                                  | 2017         | -         | 33,8          | 18         |
| 10       | Andemen - Yushanlu                                     | 2005         | 2014      | 21,6          | 14         |
| S1       | Estación del Sur de Nankín - Konggangxinchengjiangning | 2014         | 2018      | 37,3          | 9          |
| S3       | Estación del Sur de Nankín - Gaojiachong               | 2017         | -         | 37,6          | 19         |
| S6       | Maqun - Jurong                                         | 2021         | -         | 43,7          | 13         |
| S7       | Wuxiangshan - Konggangxinchengjiangning                | 2018         | -         | 28,8          | 9          |
| S8       | Taishanxincun - Jinniuhu                               | 2014         | -         | 45,2          | 17         |
| S9       | Xiangyulunan - Gaochun                                 | 2017         | -         | 52,4          | 6          |
| TOTAL*** | TOTAL***                                               | TOTAL***     | TOTAL***  | 427,75        | 191        |

### Línea 1
La construcción de la Línea 1 comenzó en el año 2000. El 3 de septiembre de 2005 fue inaugurada convirtiéndose en el primer tramo de la red con una longitud total de 21,72 km, y 16 estaciones: desde la estación Maigaoqiao, en el norte de la ciudad, la línea se dirige en dirección sudoeste, hasta la estación Andemen, donde gira en dirección oeste hasta la estación Estadio Olímpico.
El 28 de mayo de 2010, se concluyó la prolongación de la línea hacia el sur, agregando 24,5 km y 15 estaciones a la línea original. La extensión parte hacia el sudeste desde la estación Andemen hasta la estación Universidad Farmacéutica (CPU). De esta manera, la línea 1 quedaba conformada como una Y, con 2 ramales y un tramo compartido entre Maigaoqiao y Andemen.
El tramo entre las estaciones Andemen y Estadio Olímpico ha formado parte de la Línea 10 desde el día 1 de julio de 2014.

### Línea 2
La línea 2 fue inaugurada el 28 de mayo de 2010. Partiendo desde Jingtianlu, en el noreste, atraviesa el centro de la ciudad hasta Yuzui en el sudoeste. Tiene una longitud de 43,35 kilómetros y un total de 30 estaciones.

### Línea 3
La línea 3 fue inaugurada el 1 de abril de 2015. Partiendo desde Linchang, en el noroeste, atraviesa el centro de la ciudad hasta Mozhoudonglu en el sur. Las obras en la línea 3 comenzaron en 2010. Tiene 44,87 km y 29 estaciones. Las autoridades esperaron que las obras estuvieran finalizadas para los Juegos Olímpicos de la Juventud 2014, pero al final se tuvo que retrasar al principio de abril del año siguiente con una orientación del norte-sur.

### Línea 4
La línea 4 fue inaugurada el 18 de enero de 2017. Partiendo desde Longjiang hasta Xianlin en el este. La línea se conoce como A Zi (el Púrpura) como la marca para la línea y el color del tren es de color púrpura, la primera de las cuales se entregaron en abril de 2015. La ruta también tiene en la Montaña Púrpura.

### Línea 10

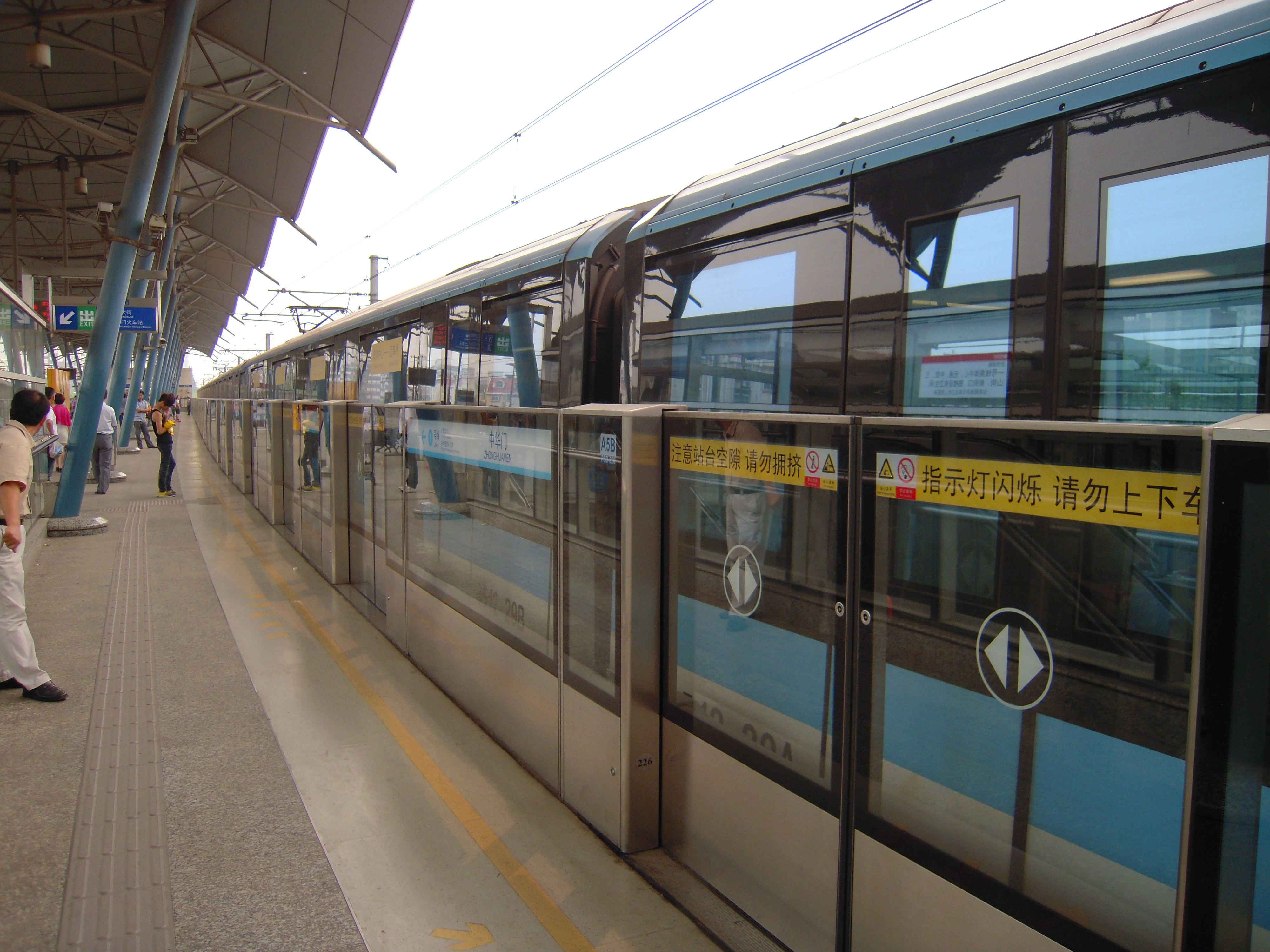
Puertas en los andenes en la estación Zhonghuamen.

La línea 10 fue inaugurada el 1 de julio de 2014 para los Juegos Olímpicos de la Juventud 2014. Aunque formalmente aún no existe como tal, el primer tramo de la línea 10 ya está operando entre las estaciones Andemen y Estadio Olímpico, incorporado como un ramal de la línea 1. Después de que se finalizó las obras de prolongación, cruzando el río Yangtsé, la línea es independizada y queda conformada, de esta manera, la línea 10.
La longitud total de la línea es de 21.6 km.

### Línea S1
La línea S1, podría denominar como la Fase I de la Línea de Ferrocarril Interurbano Nankín–Gaochun que fue inaugurada el 1 de julio de 2014 para los Juegos Olímpicos de la Juventud 2014. Los trabajos de la construcción comenzaron el 27 de diciembre de 2011 de una línea que es operada por el metro de Nankín. La línea parte desde el centro de transbordo entre el ferrocarril y el metro, ubicado en la Estación del Sur de Nankín alcanzando el Aeropuerto Internacional Lukou Nankín. El puesto de control de la línea está ubicado en la Estación del Sur de Nankín.

### Línea S3
Originalmente planeada como la línea 12 del Metro, Línea S3 o el Ferrocarril Interurbano de Ninghe que comenzó la construcción a finales del año 2011 con una fecha de apertura en el año 2017. La línea es de 37,6 kilómetros de lo largo con 19 estaciones y que conectará Nankín urbana al condado de ella en la vecina provincia de Anhui.

### Línea S6
La línea S6 conecta Nankín con la ciudad de Jurong de la municipalidad de Zhenjiang. La línea fue inaugurada el 28 de diciembre de 2021.

### Línea S7
La línea fue inaugurada el 26 de mayo de 2018. Es una extensión de S1 a Lishui.

### Línea S8
La línea S8, podría denominar como la Línea de Ferrocarril Interurbano Nankín–Tianchang que fue inaugurada el 1 de agosto de 2014 para los Juegos Olímpicos de la Juventud 2014, que une desde el Distrito Luhe hasta el Distrito Pukou. Los trabajos de la construcción comenzaron el 21 de junio de 2012 de una línea que es operada por el metro de Nankín. La línea parte desde el centro de transbordo entre el ferrocarril y el metro, ubicado en la Taishanxincun alcanzando el Jinniuhu. La línea discurre por un túnel de 11,1 km con 6 estaciones y un viaducto de 34,1 km con 11 estaciones. Se utiliza trenes del tamaño B en 4 series de automóviles que son capaces de correr hasta 100 km/h.

### Línea S9
La línea S9 comienza en la estación de Xiangyulunan, la sexta estación desde la estación del Sur de Nankín en la línea S1, y se extiende más al sur hasta el distrito de Gaochun por una longitud total de 52.42 km. Tras la apertura el 30 de diciembre de 2017, Nankín se convirtió en la primera ciudad de China Continental donde cada distrito de la ciudad tiene al menos una línea de metro.

## Material rodante

### Línea 1
Los trenes para la línea 1 fueron fabricados a través de un joint venture entre CSR Nanjing Puzhen y la empresa francesa Alstom. El pedido consistió en 20 formaciones de 6 coches. Cada formación está compuesta de 4 coches motores y 2 coches remolcados. La capacidad máxima es de 1860 pasajeros, con una densidad de 9 personas por metro cuadrado. La velocidad máxima es de 80 kilómetros por hora.

### Línea 2
Los trenes de esta línea fueron producidos por el mismo joint venture que los de la línea 1, pero con varias mejoras en el rendimiento, en aspectos que van desde los frenos regenerativos, hasta los sistemas de información al pasajero.

### Línea 3
Se construirán 46 trenes de 6 coches cada uno. Las autoridades del metro estiman que las primeras unidades serán recibidas en marzo de 2013.

## Galería
|                         |
| Expendedora de boletos. |

|                                                                |
| Puertas en un andén de la estación de Xinjiekou de la línea 2. |